# Escarabat de la patata
L'escarabat de la patata o dorífora (Leptinotarsa decemlineata) és una espècie de coleòpter de la família dels crisomèlids, plaga de les patateres d'àmplia distribució mundial.
És un insecte oligòfag que es limita a alimentar-se de certes espècies de la família de les solanàcies. En l'agricultura és una plaga temuda, en primer lloc per al cultiu de patates, però també pot atacar les fulles d'albergínia i tomàquet o alberginiera borda. A Europa és considerada com una de les cent pitjors espècies invasores.
Va ser el primer insecte del qual es va documentar, ja el 1945, una resistència desenvolupada contra l'antany molt popular insecticida DDT. Ha desenvolupat noves resistències, cosa que fa molt difícil el seu control químic.

## Descripció
Mesura uns 10 mm i posseeix un patró característic de coloració sobre els èlitres groguencs, consistent en cinc ratlles fosques per èlitre, motiu del seu epítet llatí decemlineata, que significa «amb deu ratlles». Les larves són de color groc-taronja amb potes i cap negre brillant. La pupa és rosada (~ 1 cm) i s'enterra a diferents profunditats; l'adult surt després d'una a dues setmanes.

## Història natural
Les femelles fan mostra d'una fecunditat impressionant en pondre entre tres i vuit-cents ous. Cada larva consumeix en la seva vida uns 40 cm² de fulles, i l'adult uns 10 cm² diaris. Els adults són molt mòbils: poden caminar uns quants centenars de metres, volar uns quilòmetres i en bones condicions de ventada, travessar distàncies de més de cent quilòmetres. Segons les circumstàncies, pot tenir fins a tres generacions anuals. Hivernen en estadi adult i soterrats a una profunditat de quinze a vint-i-cinc centímetres.

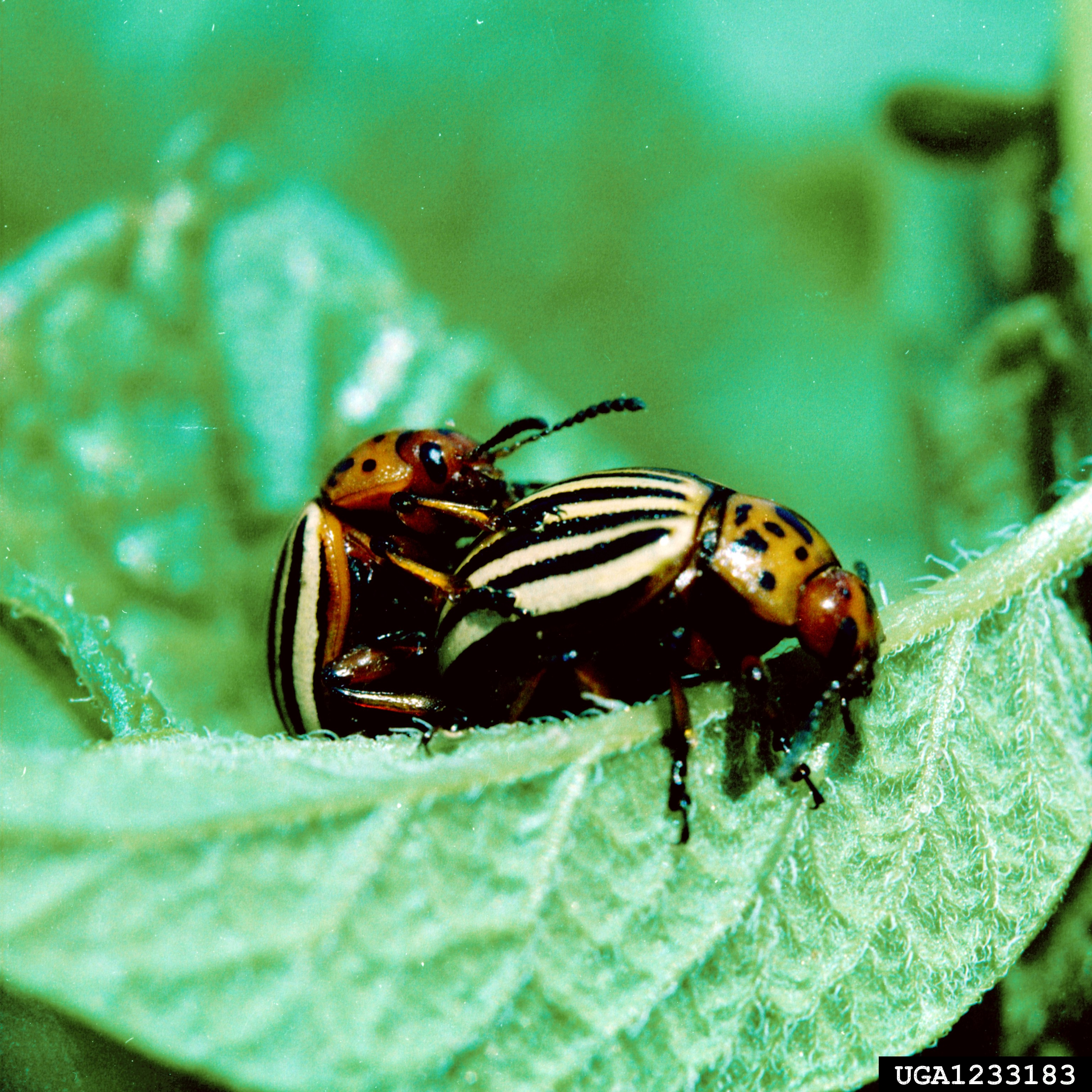
Aparellament
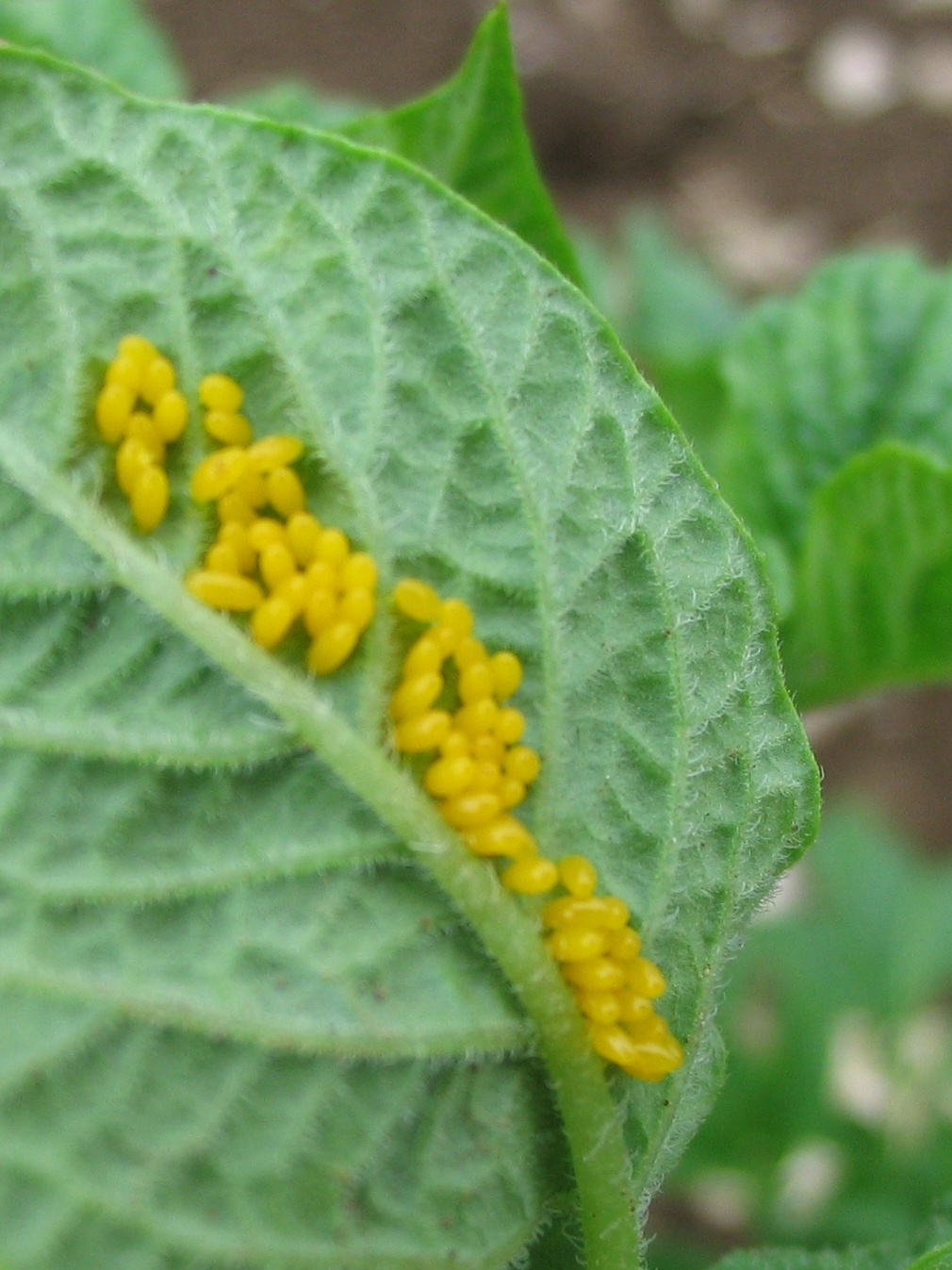
Ous
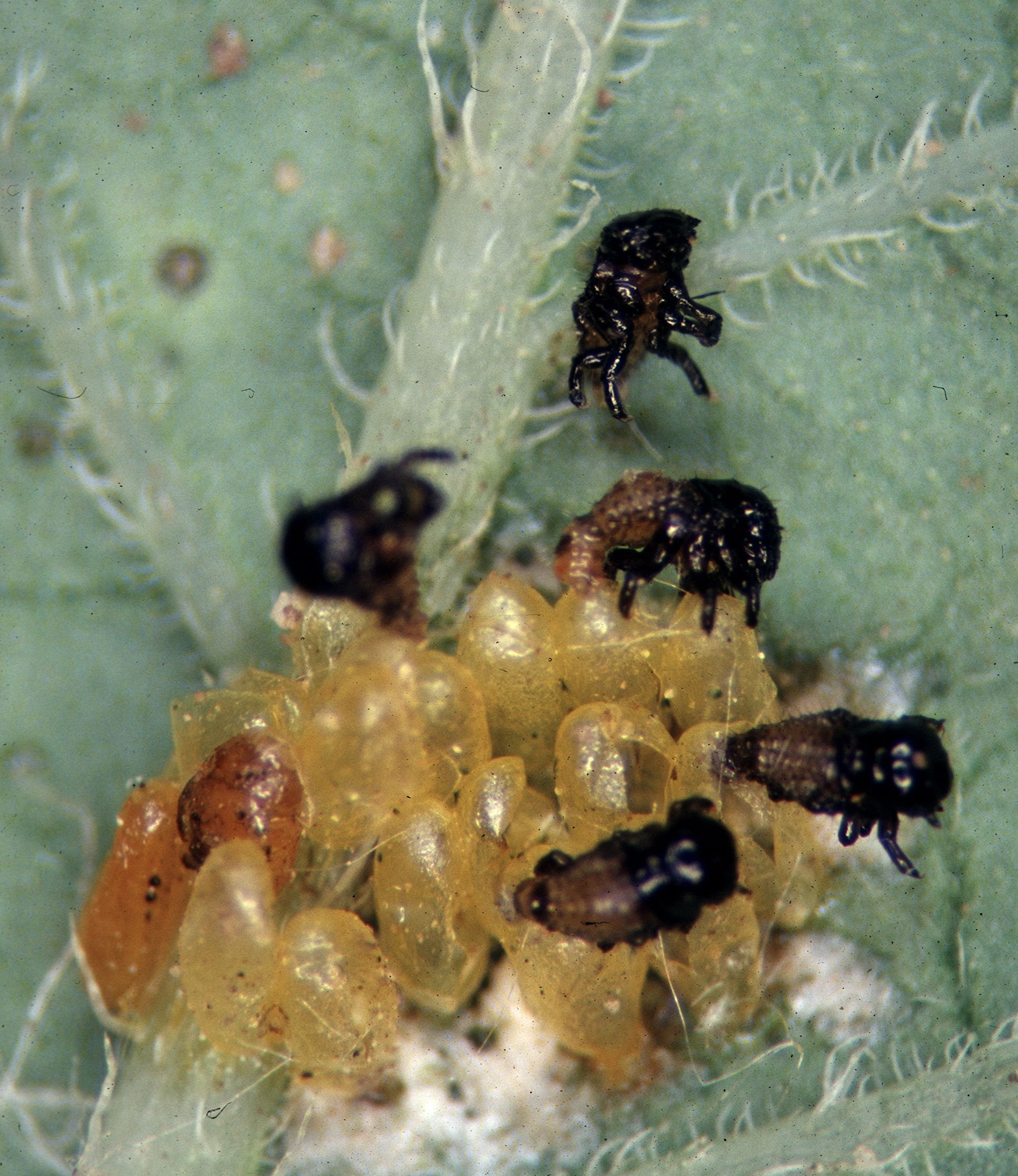
Eclosió

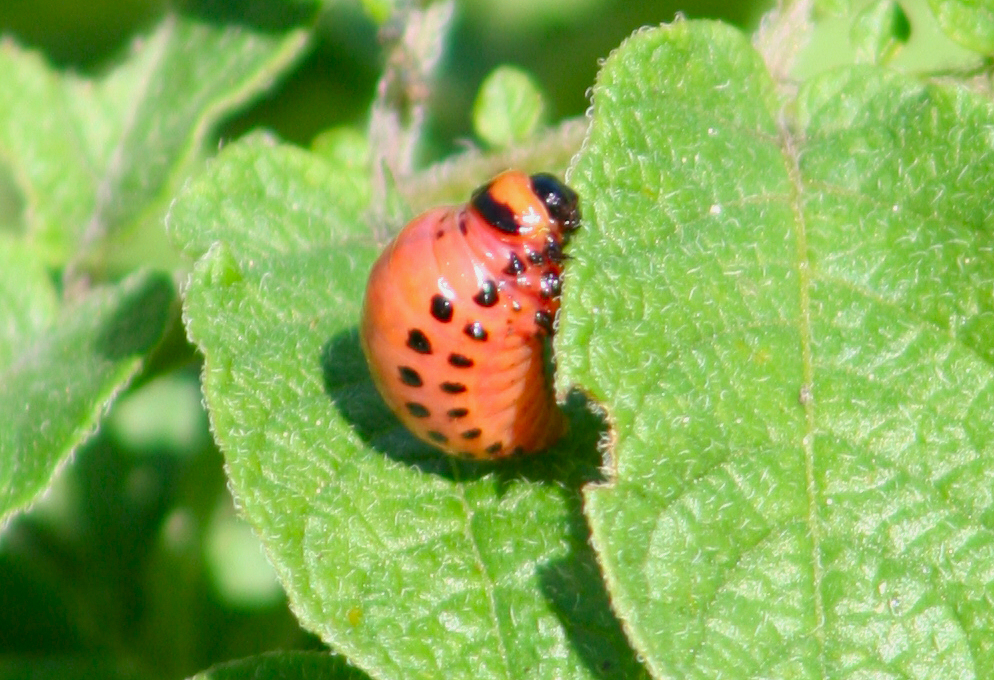
Larva
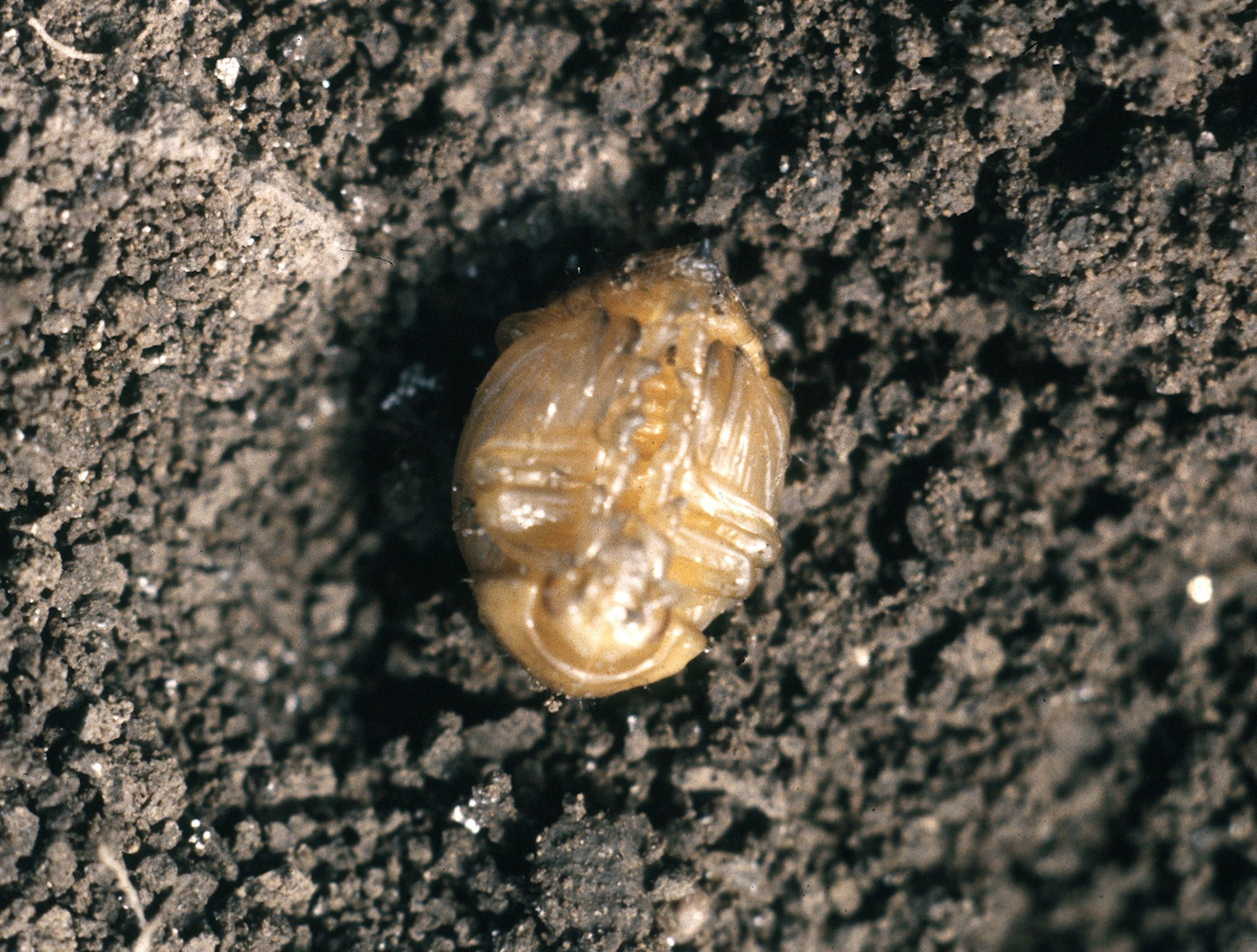
Pupa
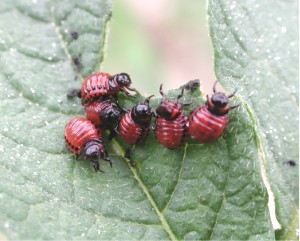
Larves rosegant fulles de patata

## Distribució

Expansió a Europa des del 1921

L'espècie és originària del Mèxic central. A l'inici del segle xix era un insecte poc significatiu, que vivia principalment en el seu hoste Solanum rostratum. La seva associació amb l'estat de Colorado data del 1865, quan uns naturalistes americans van observar grans poblacions de l'escarabat en aquest estat i van concloure incorrectament que Colorado era el seu lloc d'origen. A mitjans del segle xix aquesta distribució originària va canviar considerablement, quan immigrants europeus van començar a conrear grans superfícies de patatars, i que l'escarabat va fer el salt del seu hàbitat salvatge a les monocultures de patates, on va proliferar, fins a esdevenir una veritable plaga. La seva àrea de distribució es va expandir a mesura que ho feia la patata, un dels seus principals hostes.
L'escarabat de la patata és una espècie invasora. Els ports van ser la seva porta d'entrada. La seva arribada a Bremen (Alemanya) fou documentada el 1876 i un any més tard als ports de Liverpool i Rotterdam i en uns altres llocs. Aquestes primeres invasions van controlar-se ràpidament, sense causar gaire estralls a l'agricultura. Va tornar a envair Europa via el port de Bordeus vers l'any 1922, però al moment de la seva descoberta ja havia colonitzat uns 250 km². Va ser l'inici d'una sèrie de plagues greus als camps de patates de diversos llocs del món a mitjans del segle xx. El primer focus a Catalunya es va detectar el 1935 a Maçanet de Cabrenys.
La seva expansió ràpida als anys 1930 i el seu efecte negatiu en el cultiu de patates, una important font de glúcids per a l'alimentació popular, va fomentar rumors i mites, sobre el seu ús com a arma biològica. Durant la Segona Guerra Mundial el govern de l'Alemanya nazi va utilitzar aquest escarabat amb fins propagandístics, en afirmar que havia estat llençat des dels avions de la Força Aèria dels Estats Units d'Amèrica (USAF) amb l'objectiu de destruir l'agricultura d'Europa. Aquest mite propagandístic va continuar durant la guerra freda quan des de l'URSS i els seus satèl·lits es va proclamar la mateixa història.

## Control

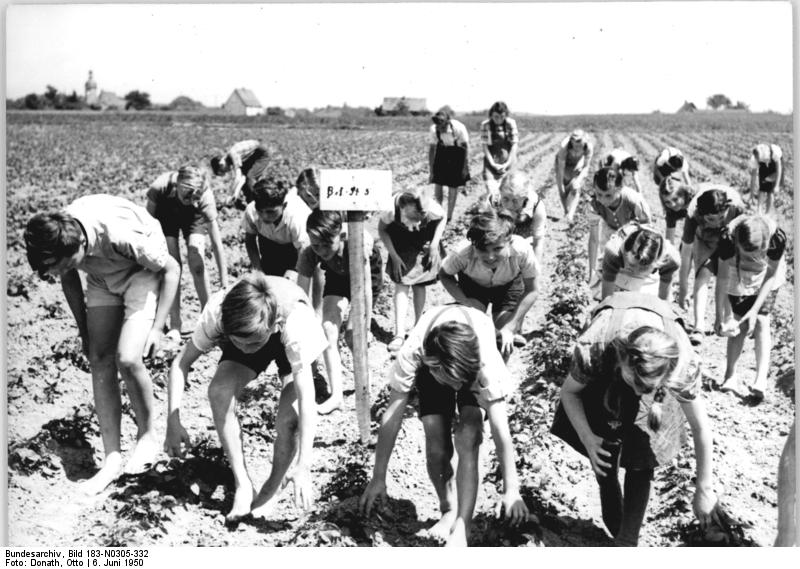
Escolars participen a la lluita contra l'escarabat a Karl-Marx-Stadt (DDR, 1950)

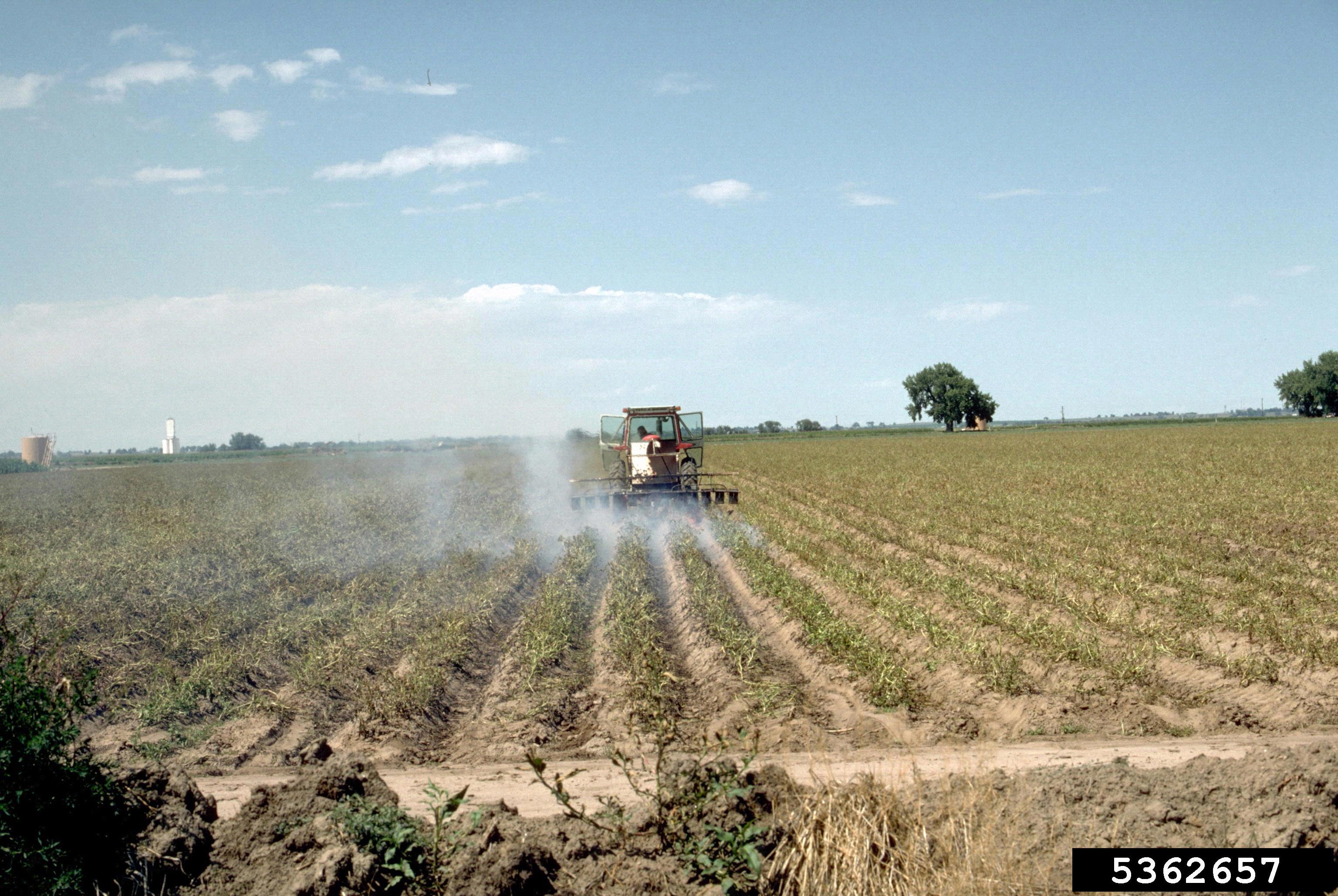
Crema del fullam de patates madures

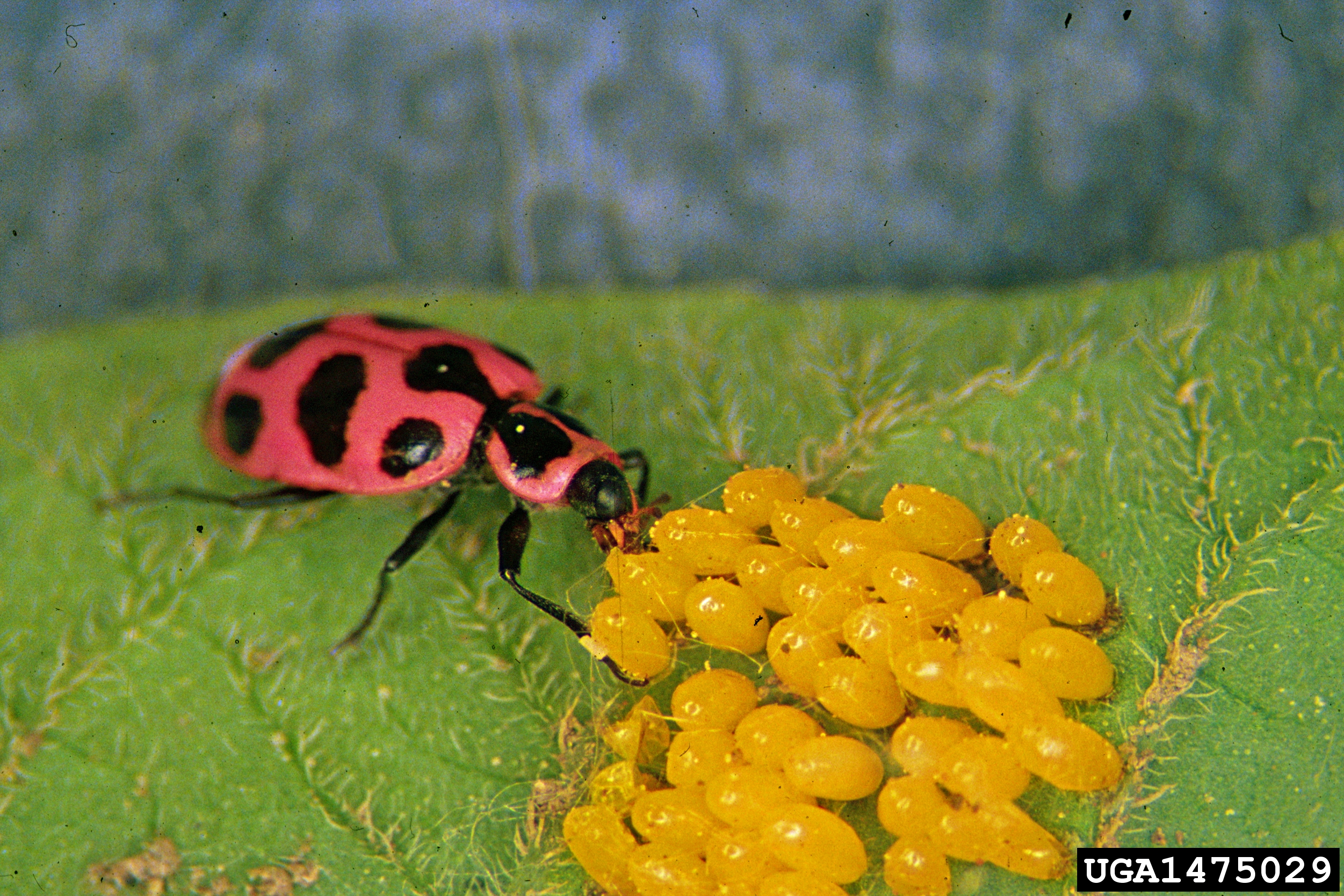
Marieta (Coleomegilla maculata,) menjant ous de l'escarabat

Segons l'estadi de creixement, la patata pot tolerar una acció defoliadora menor o mitjana, sense pèrdues de rendiment: fins a 30 a 40% de fullam perdut en plantes joves, 10 a 60% a l'estadi mitjà i 100% a l'estadi final. Una intervenció química més incisiva no sempre és necessària, i s'ha de valorar curosament els avantatges i els inconvenients abans d'actuar. El 2015, l'escarabat de la patata ja ha desenvolupat una resistència a 55 composts químics. El control de l'insecte només pot sortir bé en integrar diversos mètodes i en estudiar millor l'insecte, els seus habituds, enemics naturals i altres eventuals febleses. L'ús d'insecticida s'ha de limitar als casos d'infecció extrema i només quan la infecció es produeix al període crític a l'entorn de la floració. Per frenar el desenvolupament de resistències, s'ha d'alternar entre diferents insecticides. Triar l'insecticida i el torn és feina d'especialistes. El problema del control químic és que es maten també els insectes enemics naturals i si es fa durant la floració, les abelles.
La rotació de conreus ha demostrat la seva eficàcia, a condició de mantenir prou distància amb altres camps de patates, en tenir compte de la mobilitat de l'escarabat, que en no trobar el seu hoste habitual pot migrar. Pot reduir la densitat d'ous de 90 a 95% en comparació amb camps sense rotació. Queda l'arma principal contra la plaga. Cap dels enemics naturals sembla bastant per reduir la població sota el nivell on fa danys econòmics, per causa de la gran fecundidat de l'escarabat de la patata. La crema del fullam de les patates madures pot contribuir a la reducció de la reinfecció l'any següent, però costa molta energia i pot ser problemàtica a l'alt estiu en zones amb risc d'incendis. La crema a l'inici de l'estació, quan els escarabats adults acaben instal·lant-se en els brots joves, pot ajudar tot i retardar una mica la recolta. La instal·lació de fosses amb trampes de full de plàstica als límits del camps pot reduir el nombre d'adults hivernants d'uns 50%.
Per al control biològic hom compta amb Lebia grandis, de la família dels caràbids i Coleomegilla maculata, una marieta, predators temibles d'ous i larves, tot i que amb la població natural no n'hi ha prou per controlar la plaga i se cerquen mètodes per a multiplicar-se artificialment. El seu ús en la lluita és incompatible amb la lluita química que no és selectiva. En utilitzar el fong Beauveria bassiana es pot reduir fins a 75% de la població, però el fong no és selectiu i ataca altres insectes igualment. Una subespècie de Bacillus thuringiensis ssp. tenebrionis ataca les larves defoliadores de la família dels crisomèlids i s'utilitza com insecticida natural.
La multinacional Monsanto Company va desenvolupar unes varietats de patates amb resistència transgènica contra l'escarabat, però aquesta solució no va ser acceptada pels consumidors, que es malfien de l'enginyeria genètica.
En petites eres i horts privats, treure els adults i les larves manualment és enutjós però eficaç.